# Moresby-Range-Nationalpark
Der Moresby-Range-Nationalpark (englisch Moresby Range National Park) ist ein Nationalpark im Nordosten des australischen Bundesstaates Queensland. Er liegt 1314 km nordwestlich von Brisbane und etwa 5 km südöstlich von Innisfail.

## Flora und Fauna
Das Gebiet auf der kleinen, flachen Moresby Range ist mit tropischem Küstenregenwald bedeckt.
Dort findet man eine große Zahl verschiedener Tiere, z. B. auch bedrohte Species, wie den Helmkasuar,
Der Park ist Teil der Coastal Wet Tropics Important Bird Area. BirdLife International teilte dem Park diese Klassifizierung zu, weil er ein wichtiger Lebensraum für die Vogel des tropischen Regenwaldes in den Niederungen ist.

## Zufahrt
Der Nationalpark ist von Innisfail aus über eine kleine Stichstraße nach Osten oder von Etty Bay aus erreichbar.